# Boroughs in Londen
Groot-Londen bestaat administratief gezien uit the City of London en 32 London Boroughs, waarvan 12 (inclusief de City of Westminster) in Inner London en 20 in Outer London. De boroughs vormen het belangrijkste lokale bestuursniveau in de Britse hoofdstad Londen. Ze zijn qua bevoegdheden vergelijkbaar met de districten op het platteland en de metropolitan boroughs in andere Engelse steden.

## Naamgeving
Er zijn vier boroughs zonder de aanduiding "London Borough" in hun officiële naam: de City of Westminster, de Royal Borough of Kingston upon Thames, de Royal Borough of Kensington and Chelsea en (sinds 2012) de Royal Borough of Greenwich. De City of London is om historische redenen geen borough.

## Geschiedenis
De huidige 32 London boroughs kregen hun beslag door de London Government Act uit 1963 en bestuurden daadwerkelijk vanaf 1 april 1965, de datum waarop ook Groot-Londen werd opgericht. De verkiezingen voor de London Boroughs hadden het jaar ervoor al plaatsgevonden. De nieuwe London boroughs hadden uitgebreidere bevoegdheden dan de voorgaande inner London metropolitan boroughs and neighbouring urban districts en municipal boroughs die zij vervingen.
Van 1965 tot 1986 waren de gezamenlijke boroughs deel van het tweeledig overheidsapparaat in Groot-Londen, waar zij de macht deelden met de Greater London Council (GLC). Op 1 april 1986 werd de GLC op initiatief van premier Margaret Thatcher afgeschaft en namen de boroughs de meeste bevoegdheden van de GLC over. Sinds 1986 ligt er, in vergelijking met andere regio's in Engeland, relatief veel macht bij de Londense boroughs, die tegelijkertijd county- en borough-bevoegdheden uitoefenen. In 2000 werd de Greater London Authority opgericht, die hetzelfde gebied als de voormalige GLC bestrijkt, maar met minder bevoegdheden dan de GLC.
De City of London wordt bestuurd door de City of London Corporation, een eeuwenoud bestuursorgaan, dat aan de oprichting van de boroughs voorafgaat.

## Bestuurlijke indeling Groot-Londen
|  | 1. City of London 2. City of Westminster 3. Kensington and Chelsea 4. Hammersmith and Fulham 5. Wandsworth 6. Lambeth 7. Southwark 8. Tower Hamlets 9. Hackney 10. Islington 11. Camden 12. Brent 13. Ealing 14. Hounslow 15. Richmond upon Thames 16. Kingston upon Thames | 1. Merton 2. Sutton 3. Croydon 4. Bromley 5. Lewisham 6. Greenwich 7. Bexley 8. Havering 9. Barking and Dagenham 10. Redbridge 11. Newham 12. Waltham Forest 13. Haringey 14. Enfield 15. Barnet 16. Harrow 17. Hillingdon |

## Bestuur
De London Boroughs worden bestuurd door London Borough Councils die elke vier jaar door de inwoners gekozen worden. De boroughs zijn verantwoordelijk voor de organisatie van de meeste lokale diensten, zoals scholen, sociale diensten, bibliotheken, recreatie, afvalinzameling en wegen. Sommige diensten worden gedeeld door enkele boroughs. Enkele bevoegdheden (zoals ruimtelijke planning en wonen) worden gedeeld met de Greater London Authority.
De Greater London Authority bestaat uit de burgemeester van Londen en de London Assembly en heeft beperktere bevoegdheden in vergelijking met de boroughs. Voor passagierstransport (Transport for London), politie en brandweer is echter enkel de GLA bevoegd.

## Vergelijking met andere steden
In vergelijking met andere steden is het opmerkelijk dat de lokale besturen een uitzonderlijk grote macht hebben. In Parijs bijvoorbeeld ligt het gezag bij de raad van Parijs en de burgemeester van Parijs, waarbij Parijs tegelijkertijd gemeente en departement is. Er bestaan lokale raden in de vorm van arrondissementen, maar deze hebben slechts zeer beperkte zeggenschap, vergelijkbaar met de Antwerpse districten. De organisatie van het lokale bestuur in Londen kan vergeleken worden met die van bijvoorbeeld Brussel, waar ook grote autonomie in de handen is van de gemeentes in vergelijking met de Brusselse regering.

## De uitslag van de borough verkiezingen
De volgende kaarten tonen de uitslag van de borough-verkiezingen in Groot-Londen. Kleuren staan voor de relevante politieke partijen: Rood is Labour, blauw is Conservative, geel is Liberal Democrats, groen is Green Party of England and Wales. Paars was UK Independence Party en donkerblauw British National Party; de laatste twee hebben geen representatie in Londen meer.

2002 resultatenkaart
2006 resultatenkaart
2010 resultatenkaart
2014 resultatenkaart
2018 resultatenkaart
2022 resultatenkaart